# De Joodse oorlog
De Joodse oorlog (Oudgrieks: Φλαυίου Ἰωσήπου ἱστορία Ἰουδαϊκοῦ πολέμου πρὸς Ῥωμαίους βιβλία / Phlauiou Iōsēpou historia Ioudaikou polemou pros Rōmaious biblia; Latijn: De Bello Iudaico) is een boek over de Joodse Oorlog, geschreven door de eerste-eeuwse Romeins-Joodse geschiedschrijver en hagiograaf Flavius Josephus. Deze oorlog volgde op een opstand van Joden in Palestina tegen de Romeinse overheersing en duurde van 66 tot 70 na Chr.
Josephus speelde zelf ook een rol in deze Joodse oorlog. De opstandelingen verdelen het land in een aantal militaire districten, elk met een bevelhebber. Josephus krijgt hierbij Galilea en Gaulanitis toegewezen. De Romeinse generaal Vespasianus, die later keizer zal worden, krijgt van keizer Nero de opdracht de rust in Palestina te herstellen. In 67 trekt hij met een leger vanuit Antiochië richting Galilea. Zijn zoon Titus (die zijn vader later op zal volgen als keizer) voegt zich bij hem met een Egyptisch leger. Het resulterende leger van 60.000 soldaten zet vervolgens de aanval in. Ze veroveren de ene na de andere stad in Galilea op de opstandelingen. Josephus slaat met zijn leger op de vlucht en trekt zich uiteindelijk terug in Jotapata. Wanneer de Romeinen Jotapata innemen geeft Josephus zich over. Hetzelfde jaar nog hebben de Romeinen het noorden van Palestina heroverd, waarmee de eerste fase van de herovering van Palestina succesvol verlopen is.
Josephus wordt nadat hij zich bij Jotapata overgegeven heeft voorgeleid aan Vespasianus. Titus, Vespasianus' zoon, voorkomt dat Josephus terechtgesteld wordt, zo luidt althans het verhaal van Josephus. Om te voorkomen dat hij vervolgens naar Rome (naar keizer Nero, die Josephus al eens ontmoet heeft tijdens een diplomatieke missie) gestuurd zal worden regelt Josephus een onderhoud met Vespasianus en Titus, waarbij hij voorspelt dat Vespasianus keizer zal worden. Als deze voorspelling later uitkomt wordt Josephus vrijgelaten; weer op voorspraak van Titus. Het is daarom misschien niet verwonderlijk dat Josephus Titus in De Joodse oorlog als een held neerzet.
De laatste gebeurtenis die Josephus beschrijft waarvan de datum bekend is, is de inwijding van de Vredestempel (Templum Pacis) in Rome, in het jaar 75. Verder vertelt Josephus dat hij een exemplaar van De Joodse oorlog heeft aangeboden aan Vespasianus, die in 79 stierf. Josephus voltooide het boek dus tussen 75 en 79 n.Chr. De stijl is vaak retorisch en sommige anekdotes zijn ongetwijfeld overdreven. Ook bevat het boek redevoeringen die Josephus verschillende hoofdpersonen in de mond legt, zoals Thucydides ook deed. Desondanks blijkt de tekst op veel andere punten historisch juist.
Josephus begint zijn geschiedenis van de Joodse oorlog ver voor het begin van die oorlog, namelijk in 170 v.Chr., toen Palestina nog tot het Seleucidische Rijk behoorde. Veel aandacht besteedt hij aan opkomst en regering van  Herodes de Grote (circa 73 - 4 v.Chr). Pas in boek 3 komt het begin van de Joodse oorlog aan de orde. Het boek eindigt met onlusten onder de Joden in Cyrene (in het huidige Libië). Deze onlusten zouden veroorzaakt zijn door een Sicariër die daar na de Joodse oorlog naartoe gevlucht was.
De Joodse oorlog is onderverdeeld in zeven 'boeken'. Josephus schreef De Joodse oorlog eerst in het Aramees, maar deze Aramese versie is niet bewaard gebleven.
In 1482 verscheen een gedeeltelijke vertaling in het Nederlands, gebaseerd op een Latijnse vertaling. In 1552 verscheen er een Nederlandse vertaling van de hand van Nicolaus van Winghe. Anno 1544 kwam een Franstalige vertaling beschikbaar van de Nederlandse humanist Arnoldus Arlenius. De meest recente Nederlandstalige vertaling is die van Fik Meijer en Marinus Wes gepubliceerd in 1992. Steve Mason aan de Rijksuniversiteit Groningen vertaalt de volledige werken van Flavius Josephus en publiceerde in 2008 de meest recente vertaling met commentaar van de Joodse oorlog. 

## Nederlandse vertalingen
- De Joodse Oorlog & Uit mijn leven; Ambo/Anthos, 1992, vertaald door Fik Meijer en Marinus Wes. Herdruk in 2012.